# Phoumi Nosavan
Phoumi Nosavan, né le 27 janvier 1920 à Savannakhet, sous le protectorat français, et décédé en 1985 à Bangkok, en Thaïlande, est un général major de l'armée royale du Laos et, jusqu'en 1965, une personnalité importante de la vie politique du royaume du Laos.

## Biographie
Phoumi Nosavan commence sa carrière militaire après la chute du Lao Issara, mouvement anticolonialiste opposé à la France. En 1955, il devient Chef d'état-major de l'Armée royale du Laos. Il place alors de nombreux officiers à des postes clés de commandement dans les régions militaires du Laos.
En 1957, il est le premier officier lao à étudier en France à l'École de Guerre. Il y rencontre alors John F. Hasey, officier de la Central Intelligence Agency (CIA), qui devient un de ses proches. Phoumi Nosavan retourne alors au Laos où il devient un des fondateurs du Comité pour la défense des intérêts nationaux (en) (ou CDIN) le 17 juin 1958, organisé au sein du programme Opération Booster Shot de la CIA.
Le 25 décembre 1959, il prend le contrôle de Vientiane, la capitale du Laos, ainsi que de la nation dans un coup d'état, sans effusion de sang.
En 1965, à la suite d'un coup d'État manqué, il fuit en Thaïlande, et est condamné en son absence à vingt ans de prison. Il meurt à Bangkok en 1985.